# ヘルマン・スネレン

視力評価の為の典型的なスネレン指標

ヘルマン・スネレン(Herman Snellen、1834年2月19日-1908年1月18日)は、オランダの眼科学者で、1862年に視力研究のためのスネレン視標を導入した。フランシスクス・ドンデルスの後を継いでオランダ眼科患者病院(the Netherlands Hospital for Eye Patients)を率いた。

## 生い立ち
ドンデルス、ヨハンネス・ムルデル、ヤコブス・シュレーダー・フォン・デル・コルクの下で、ユトレヒト大学で医学を学び、1858年にライデン大学で医学博士号を取得した。専門は眼科学で、学位取得後はオランダ眼科患者病院でフィジシャン・アシスタント（医師の助手）として働いた。

## キャリア
1884年にドンデルスの後継として院長に指名され、1903年まで務めた。1877年には、ユトレヒト大学の眼科学教授となった。乱視、緑内障やその他の眼病の研究に取り組むとともに、眼鏡や眼科手術による視力補正の研究も行った。

## スネレン指標
彼以前に、Eduard Jäger von Jaxtthalが作ったもの等が存在はしていたが、1862年に彼は視力を測定するための検査票を開発した。
彼の著書の第1版は、ドイツ語で刊行された。それから20年以上の間に、少なくとも7版以上を出版した。第8版は、英語、イタリア語、フランス語、ドイツ語、フラクトゥールでの指標を含んでおり、彼の指標は国際標準となった。
最も重要なイノベーションは、標準フォントを用いず、5×5の格子上に視力試験用に特別に設計された「オプトタイプ」と呼ばれる書体を使用したことである。
これにより、印刷して使用できる物理的な測定標準が提供された。標準視力は、文字同士が1'離れて書かれた視直径5'のオプトタイプ文字の行を正しく読み取る能力として定義された。その刊行以来、アメリカ合衆国内では、他のどのポスターよりも多くのコピーが販売された。21世紀に入ってからも、多くの診療所には不偏的な標準であり続けている。